# Santarém (circonscription électorale)
Pour les articles homonymes, voir Santarém.
La circonscription électorale de Santarém est une circonscription électorale du Portugal, utilisée pour les élections législatives.
Ses frontières correspondent au district du même nom.

## Résultats

### Années 2020

#### 2025
| Parti                                      | Parti                                     | Voix    | %     | +/-  | Sièges | +/-           |
| ------------------------------------------ | ----------------------------------------- | ------- | ----- | ---- | ------ | ------------- |
|                                            | AD – Coalition PSD/CDS (PPD/PSD.CDS-PP)   | 74 742  | 31,39 | 3,35 | 4      | 1             |
|                                            | Chega (CH)                                | 68 742  | 28,87 | 4,90 | 3      | en stagnation |
|                                            | Parti socialiste (PS)                     | 55 570  | 23,34 | 5,28 | 2      | 1             |
|                                            | Initiative libérale (IL)                  | 9 597   | 4,03  | 0,14 | 0      | en stagnation |
|                                            | Coalition démocratique unitaire (PCP-PEV) | 8 781   | 3,69  | 0,54 | 0      | en stagnation |
|                                            | LIBRE (L)                                 | 7 860   | 3,30  | 0,77 | 0      | en stagnation |
|                                            | Bloc de gauche (BE)                       | 4 371   | 1,84  | 2,75 | 0      | en stagnation |
|                                            | Alternative démocratique nationale (ADN)  | 3 971   | 1,67  | 0,23 | 0      | en stagnation |
|                                            | Personnes–Animaux–Nature (PAN)            | 2 751   | 1,16  | 0,45 | 0      | en stagnation |
|                                            | Réagir, inclure, recycler (RIR)           | 539     | 0,23  | 0,16 | 0      | en stagnation |
|                                            | Volt Portugal (VP)                        | 498     | 0,21  | 0,02 | 0      | en stagnation |
|                                            | Ergue-te (E)                              | 424     | 0,18  | 0,03 | 0      | en stagnation |
|                                            | Parti populaire monarchiste (PPM)         | 247     | 0,10  | N/A  | 0      | en stagnation |
|                                            |                                           |         |       |      |        |               |
| Suffrages exprimés                         | Suffrages exprimés                        | 238 093 | 97,51 |      |        |               |
| Votes blancs                               | Votes blancs                              | 3 703   | 1,52  |      |        |               |
| Votes invalides                            | Votes invalides                           | 2 381   | 0,98  |      |        |               |
| Total                                      | Total                                     | 244 177 | 100   | –    | 9      | en stagnation |
| Abstentions                                | Abstentions                               | 133 238 | 35,30 |      |        |               |
| Inscrits/Participation                     | Inscrits/Participation                    | 377 415 | 64,70 |      |        |               |
|                                            |                                           |         |       |      |        |               |
| Source: Commission nationale des élections |                                           |         |       |      |        |               |

| Parti | Parti | Parti | Parti   | Députés                                                            |
| ----- | ----- | ----- | ------- | ------------------------------------------------------------------ |
|       | AD    |       | PPD/PSD | - Fernando de Almeida - João Moura - Isaura Morais - Ricardo Frade |
|       | CH    | CH    | CH      | - Pedro Arrabaça - José Abecassis - Catarina Ferreira              |
|       | PS    | PS    | PS      | - Marcos da Cunha - Hugo Carvalheiro                               |

#### 2024
| Parti                                      | Parti                                    | Voix    | %     | +/-   | Sièges | +/-           |
| ------------------------------------------ | ---------------------------------------- | ------- | ----- | ----- | ------ | ------------- |
|                                            | Parti socialiste (PS)                    | 69 948  | 28,62 | 13,55 | 3      | 2             |
|                                            | Alliance démocratique (AD) (PSD-PP-PPM)  | 68 519  | 28,04 | 1,33  | 3      | en stagnation |
|                                            | Chega (CH)                               | 58 588  | 23,97 | 12,81 | 3      | 2             |
|                                            | Bloc de gauche (BE)                      | 11 207  | 4,59  | 0,10  | 0      | en stagnation |
|                                            | Coalition démocratique unitaire (CDU)    | 10 346  | 4,23  | 1,33  | 0      | en stagnation |
|                                            | Initiative libérale (IL)                 | 9 497   | 3,89  | 0,04  | 0      | en stagnation |
|                                            | Libre (L)                                | 6 190   | 2,53  | 1,62  | 0      | en stagnation |
|                                            | Personnes–Animaux–Nature (PAN)           | 3 930   | 1,61  | 0,43  | 0      | en stagnation |
|                                            | Alternative démocratique nationale (ADN) | 3 509   | 1,44  | Abs.  | 0      | en stagnation |
|                                            | Réagir, inclure, recycler (RIR)          | 951     | 0,39  | 0,03  | 0      | en stagnation |
|                                            | Volt Portugal (VP)                       | 568     | 0,23  | 0,08  | 0      | en stagnation |
|                                            | Nouvelle Droite (ND)                     | 464     | 0,19  | Nv.   | 0      | en stagnation |
|                                            | Ergue-te (E)                             | 366     | 0,15  | 0,02  | 0      | en stagnation |
|                                            | Alternative 21 (MPT-A)                   | 295     | 0,12  | 0,03  | 0      | en stagnation |
|                                            |                                          |         |       |       |        |               |
| Suffrages exprimés                         | Suffrages exprimés                       | 244 378 | 97,34 |       |        |               |
| Votes blancs                               | Votes blancs                             | 3 868   | 1,54  |       |        |               |
| Votes nuls                                 | Votes nuls                               | 2 815   | 1,12  |       |        |               |
| Total                                      | Total                                    | 251 061 | 100   | -     | 9      | en stagnation |
| Abstention                                 | Abstention                               | 126 200 | 33,45 |       |        |               |
| Inscrits/Participation                     | Inscrits/Participation                   | 377 261 | 66,55 |       |        |               |
|                                            |                                          |         |       |       |        |               |
| Source: Commission nationale des élections |                                          |         |       |       |        |               |

| Parti | Parti | Parti | Parti   | Députés                                                  |
| ----- | ----- | ----- | ------- | -------------------------------------------------------- |
|       | PS    | PS    | PS      | - Mara Lagriminha Coelho - Hugo Costa - Alexandra Leitão |
|       | AD    |       | PPD/PSD | - Isaura Morais - João Moura - Edoardo Oliveira e Sousa  |
|       | CH    | CH    | CH      | - Luisa Areosa - Pedro Correia - Pedro Frazão            |

#### 2022
| Parti                                      | Parti                                  | Voix    | %     | +/-           | Sièges | +/-           |
| ------------------------------------------ | -------------------------------------- | ------- | ----- | ------------- | ------ | ------------- |
|                                            | Parti socialiste (PS)                  | 89 980  | 42,17 | 3,15          | 5      | 1             |
|                                            | Parti social-démocrate (PPD/PSD)       | 58 531  | 27,43 | 0,95          | 3      | en stagnation |
|                                            | Chega (CH)                             | 23 813  | 11,16 | 9,02          | 1      | 1             |
|                                            | Coalition démocratique unitaire (CDU)  | 11 855  | 5,56  | 2,40          | 0      | 1             |
|                                            | Bloc de gauche (BE)                    | 10 011  | 4,69  | 6,05          | 0      | 1             |
|                                            | Initiative libérale (IL)               | 8 219   | 3,85  | 2,93          | 0      | en stagnation |
|                                            | CDS – Parti populaire (CDS-PP)         | 4 137   | 1,94  | 3,03          | 0      | en stagnation |
|                                            | Personnes–Animaux–Nature (PAN)         | 2 527   | 1,18  | 1,55          | 0      | en stagnation |
|                                            | Libre (L)                              | 1 932   | 0,91  | en stagnation | 0      | en stagnation |
|                                            | Réagir, inclure, recycler (RIR)        | 901     | 0,42  | 0,22          | 0      | en stagnation |
|                                            | Mouvement Alternative socialiste (MAS) | 383     | 0,18  | Abs.          | 0      | en stagnation |
|                                            | Parti de la Terre (MPT)                | 314     | 0,15  | 0,09          | 0      | en stagnation |
|                                            | Volt Portugal (VP)                     | 311     | 0,15  | Nv.           | 0      | en stagnation |
|                                            | Ergue-te (E)                           | 284     | 0,13  | 0,29          | 0      | en stagnation |
|                                            | Parti travailliste portugais (PTP)     | 162     | 0,08  | 0,06          | 0      | en stagnation |
|                                            |                                        |         |       |               |        |               |
| Suffrages exprimés                         | Suffrages exprimés                     | 213 360 | 97,78 |               |        |               |
| Votes blancs                               | Votes blancs                           | 2 773   | 1,27  |               |        |               |
| Votes nuls                                 | Votes nuls                             | 2 060   | 0,95  |               |        |               |
| Total                                      | Total                                  | 218 193 | 100   | -             | 9      | en stagnation |
| Abstention                                 | Abstention                             | 159 813 | 42,28 |               |        |               |
| Inscrits/Participation                     | Inscrits/Participation                 | 378 006 | 57,72 |               |        |               |
|                                            |                                        |         |       |               |        |               |
| Source: Commission nationale des élections |                                        |         |       |               |        |               |

| Parti | Parti   | Parti   | Parti   | Députés |
| ----- | ------- | ------- | ------- | --- |
|       | PS      | PS      | PS      | - Manuel dos Santos Afonso - Maria do Céu Antunes - Mara Lagriminha Coelho - Hugo Costa - Alexandra Leitão |
|       | PPD/PSD | PPD/PSD | PPD/PSD | - Inês Barroso - Isaura Morais - João Moura                                                                |
|       | CH      | CH      | CH      | - Pedro Frazão                                                                                             |

### Années 2010

#### 2019
| Parti                                      | Parti                                              | Voix    | %     | +/-  | Sièges | +/-           |
| ------------------------------------------ | -------------------------------------------------- | ------- | ----- | ---- | ------ | ------------- |
|                                            | Parti socialiste (PS)                              | 76 833  | 39,02 | 4,76 | 4      | 1             |
|                                            | Parti social-démocrate (PPD/PSD)                   | 52 145  | 26,48 | N/A  | 3      | en stagnation |
|                                            | Bloc de gauche (BE)                                | 21 141  | 10,74 | 0,47 | 1      | en stagnation |
|                                            | Coalition démocratique unitaire (CDU)              | 15 663  | 7,96  | 2,09 | 1      | en stagnation |
|                                            | CDS – Parti populaire (CDS-PP)                     | 9 793   | 4,97  | N/A  | 0      | 1             |
|                                            | Personnes–Animaux–Nature (PAN)                     | 5 368   | 2,73  | 1,48 | 0      | en stagnation |
|                                            | Chega (CH)                                         | 4 211   | 2,14  | Nv.  | 0      | en stagnation |
|                                            | Libre (L)                                          | 1 783   | 0,91  | 0,34 | 0      | en stagnation |
|                                            | Alliance (A)                                       | 1 698   | 0,86  | Nv.  | 0      | en stagnation |
|                                            | Initiative libérale (IL)                           | 1 606   | 0,82  | Nv.  | 0      | en stagnation |
|                                            | Parti communiste des travailleurs portugais (PCTP) | 1 433   | 0,73  | 0,67 | 0      | en stagnation |
|                                            | Réagir, inclure, recycler (RIR)                    | 1 267   | 0,64  | Nv.  | 0      | en stagnation |
|                                            | Parti national rénovateur (PNR)                    | 831     | 0,42  | 0,13 | 0      | en stagnation |
|                                            | Nous, citoyens ! (NC)                              | 814     | 0,41  | 0,02 | 0      | en stagnation |
|                                            | Parti démocratique républicain (PDR)               | 600     | 0,30  | 0,79 | 0      | en stagnation |
|                                            | Parti uni des retraités (PURP)                     | 496     | 0,25  | 0,13 | 0      | en stagnation |
|                                            | Parti de la Terre (MPT)                            | 475     | 0,24  | 0,23 | 0      | en stagnation |
|                                            | Parti populaire monarchiste (PPM)                  | 468     | 0,24  | 0,14 | 0      | en stagnation |
|                                            | Parti travailliste portugais (PTP)                 | 264     | 0,14  | 0,29 | 0      | en stagnation |
|                                            |                                                    |         |       |      |        |               |
| Suffrages exprimés                         | Suffrages exprimés                                 | 196 889 | 95,16 |      |        |               |
| Votes blancs                               | Votes blancs                                       | 6 021   | 2,91  |      |        |               |
| Votes nuls                                 | Votes nuls                                         | 3 997   | 1,93  |      |        |               |
| Total                                      | Total                                              | 206 907 | 100   | -    | 9      | en stagnation |
| Abstention                                 | Abstention                                         | 173 993 | 45,68 |      |        |               |
| Inscrits/Participation                     | Inscrits/Participation                             | 380 900 | 54,32 |      |        |               |
|                                            |                                                    |         |       |      |        |               |
| Source: Commission nationale des élections |                                                    |         |       |      |        |               |

| Parti | Parti   | Parti   | Parti   | Députés                                                                  |
| ----- | ------- | ------- | ------- | ------------------------------------------------------------------------ |
|       | PS      | PS      | PS      | - Maria do Céu Antunes - Hugo Costa - Antonio Gameiro - Alexandra Leitão |
|       | PPD/PSD | PPD/PSD | PPD/PSD | - Duarte Marques - Isaura Morais - João Moura                            |
|       | BE      | BE      | BE      | - Fabiola Cardoso                                                        |
|       | CDU     |         | PCP     | - Antonio Filipe                                                         |

#### 2015
| Parti                                      | Parti                                                            | Voix    | %     | +/-   | Sièges | +/-           |
| ------------------------------------------ | ---------------------------------------------------------------- | ------- | ----- | ----- | ------ | ------------- |
|                                            | Portugal en avant (PàF) (PPD/PSD-CDS-PP)                         | 81 530  | 37,32 | 14,94 | 4      | 2             |
|                                            | Parti socialiste (PS)                                            | 74 852  | 34,26 | 7,16  | 3      | en stagnation |
|                                            | Bloc de gauche (BE)                                              | 24 481  | 11,21 | 5,14  | 1      | 1             |
|                                            | Coalition démocratique unitaire (CDU)                            | 21 960  | 10,05 | 0,60  | 1      | en stagnation |
|                                            | Parti communiste des travailleurs portugais (PCTP)               | 3 058   | 1,40  | 0,11  | 0      | en stagnation |
|                                            | Personnes–Animaux–Nature (PAN)                                   | 2 722   | 1,25  | 0,27  | 0      | en stagnation |
|                                            | Parti démocrate républicain (PDR)                                | 2 373   | 1,09  | Nv.   | 0      | en stagnation |
|                                            | Libre (L)                                                        | 1 237   | 0,57  | Nv.   | 0      | en stagnation |
|                                            | Parti national rénovateur (PNR)                                  | 1 206   | 0,55  | 0,18  | 0      | en stagnation |
|                                            | Parti de la Terre (MPT)                                          | 1 036   | 0,47  | 0,17  | 0      | en stagnation |
|                                            | Nous, citoyens ! (NC)                                            | 932     | 0,43  | Nv.   | 0      | en stagnation |
|                                            | AGIR (PTP-MAS)                                                   | 930     | 0,43  | 0,12  | 0      | en stagnation |
|                                            | Parti uni des retraités (PURP)                                   | 827     | 0,38  | Nv.   | 0      | en stagnation |
|                                            | Parti populaire monarchiste (PPM)                                | 821     | 0,38  | 0,06  | 0      | en stagnation |
|                                            | Parti de la citoyenneté et de la démocratie chrétienne (PPV/CDC) | 492     | 0,22  | Abs.  | 0      | en stagnation |
|                                            |                                                                  |         |       |       |        |               |
| Suffrages exprimés                         | Suffrages exprimés                                               | 218 457 | 96,01 |       |        |               |
| Votes blancs                               | Votes blancs                                                     | 5 139   | 2,26  |       |        |               |
| Votes nuls                                 | Votes nuls                                                       | 3 948   | 1,73  |       |        |               |
| Total                                      | Total                                                            | 227 544 | 100   | -     | 9      | 1             |
| Abstention                                 | Abstention                                                       | 165 706 | 42,14 |       |        |               |
| Inscrits/Participation                     | Inscrits/Participation                                           | 393 250 | 57,86 |       |        |               |
|                                            |                                                                  |         |       |       |        |               |
| Source: Commission nationale des élections |                                                                  |         |       |       |        |               |

| Parti | Parti | Parti  | Parti              | Députés                                                           |
| ----- | ----- | ------ | ------------------ | ----------------------------------------------------------------- |
|       | PàF   |        | PPD/PSD            | - Teresa Leal Coelho - Duarte Marques - Nuno Serra                |
|       | PàF   | CDS-PP | - Patricia Fonseca |                                                                   |
|       | PS    | PS     | PS                 | - Antonio Gameiro - Idalia Salvador Serrão - José Vieira da Silva |
|       | BE    | BE     | BE                 | - Carlos Matias                                                   |
|       | CDU   |        | PCP                | - Antonio Filipe                                                  |

#### 2011
| Parti                                      | Parti                                              | Voix    | %     | +/-   | Sièges | +/-           |
| ------------------------------------------ | -------------------------------------------------- | ------- | ----- | ----- | ------ | ------------- |
|                                            | Parti social-démocrate (PPD/PSD)                   | 88 955  | 39,39 | 11,45 | 5      | 2             |
|                                            | Parti socialiste (PS)                              | 61 194  | 27,10 | 7,81  | 3      | 1             |
|                                            | CDS – Parti populaire (CDS-PP)                     | 29 073  | 12,87 | 1,25  | 1      | en stagnation |
|                                            | Coalition démocratique unitaire (CDU)              | 21 347  | 9,45  | 0,09  | 1      | en stagnation |
|                                            | Bloc de gauche (BE)                                | 13 712  | 6,07  | 6,19  | 0      | 1             |
|                                            | Parti communiste des travailleurs portugais (PCTP) | 3 413   | 1,51  | 0,08  | 0      | en stagnation |
|                                            | Personnes–Animaux–Nature (PAN)                     | 2 220   | 0,98  | Nv.   | 0      | en stagnation |
|                                            | Parti de la Terre (MPT)                            | 1 454   | 0,64  | 0,44  | 0      | en stagnation |
|                                            | Mouvement Espoir pour le Portugal (MEP)            | 1 151   | 0,51  | 0,06  | 0      | en stagnation |
|                                            | Parti national rénovateur (PNR)                    | 832     | 0,37  | 0,12  | 0      | en stagnation |
|                                            | Parti populaire monarchiste (PPM)                  | 726     | 0,32  | 0,05  | 0      | en stagnation |
|                                            | Parti travailliste portugais (PTP)                 | 692     | 0,31  | 0,01  | 0      | en stagnation |
|                                            | Parti de la Nouvelle Démocratie (PND)              | 620     | 0,27  | 0,02  | 0      | en stagnation |
|                                            | Parti ouvrier d'unité socialiste (POUS)            | 439     | 0,19  | 0,10  | 0      | en stagnation |
|                                            |                                                    |         |       |       |        |               |
| Suffrages exprimés                         | Suffrages exprimés                                 | 225 828 | 95,57 |       |        |               |
| Votes blancs                               | Votes blancs                                       | 6 999   | 2,96  |       |        |               |
| Votes nuls                                 | Votes nuls                                         | 3 473   | 1,47  |       |        |               |
| Total                                      | Total                                              | 236 300 | 100   | -     | 10     | en stagnation |
| Abstention                                 | Abstention                                         | 165 075 | 41,13 |       |        |               |
| Inscrits/Participation                     | Inscrits/Participation                             | 401 375 | 58,87 |       |        |               |
|                                            |                                                    |         |       |       |        |               |
| Source: Commission nationale des élections |                                                    |         |       |       |        |               |

| Parti | Parti   | Parti   | Parti   | Députés                                                                       |
| ----- | ------- | ------- | ------- | ----------------------------------------------------------------------------- |
|       | PPD/PSD | PPD/PSD | PPD/PSD | - Vasco Cunha - Duarte Marques - Carina Oliveira - Miguel Relvas - Nuno Serra |
|       | PS      | PS      | PS      | - João Galamba - António Serrano - Idalia Salvador Serrão                     |
|       | CDS-PP  | CDS-PP  | CDS-PP  | - Filipe Lobo d'Avila                                                         |
|       | CDU     |         | PCP     | - Antonio Filipe                                                              |